# Yêu tiếng hát Việt Nam
Yêu tiếng hát Việt Nam, hay Ái nhân đồng chí (tiếng Trung: 愛人同志, bính âm: Ài rén tóng zhì; tiếng Anh: Stars and Roses) là một bộ phim chính kịch Hồng Kông phát hành năm 1989, đạo diễn bởi Hoàng Thái Lai. Với sự tham gia của Lưu Đức Hoa và Chung Sở Hồng, nội dung phim là hành trình của một phóng viên ảnh trẻ tới tác nghiệp ở Việt Nam cùng với nữ phiên dịch viên bản địa. Việc sản xuất bộ phim từng gây ra bê bối tại Việt Nam trong những năm thập niên 1980 và trở thành một vụ án văn hóa khi có sự tham gia của Liên hiệp Xí nghiệp Điện ảnh Băng từ Thành phố Hồ Chí Minh.

## Nội dung
Vào những năm 1980, phóng viên ảnh người Hồng Kông Lưu Kế Tổ đến Việt Nam công tác để đưa tin về các tù binh chiến tranh Mỹ. Tại đây, anh quen biết Nguyễn Hồng, một nữ phiên dịch viên làm việc cho chính quyền. Sau khi vướng vào một vụ tai nạn giao thông vì lái xe xích lô gắn máy, Lưu bị bắt và đưa vào trại tập trung. Không lâu sau, anh được thả ra nhờ sự giúp đỡ từ đồng nghiệp ở tòa soạn. Hồng tìm cách hẹn gặp Lưu để dò la tung tích người em trai bị giam trong trại vì tham gia phong trào dân chủ. Tuy nhiên, Lưu lại vô tình lạc vào đám đông những người biểu tình và bị bắt lại, sau đó bị kết án ba năm tù. Trong nhà giam, các tù nhân phải lao động khổ sai và chịu đựng những đối đãi vô nhân đạo, dã man. Lưu tìm thấy em trai của Hồng và quen biết một trung đội trưởng Quân Giải phóng Nhân dân Trung Quốc (PLA) bị bắt trong Chiến tranh biên giới Việt – Trung. Sau khi Hồng đến gặp Lưu trong trại, anh quyết định tìm cơ hội vượt ngục cùng em trai cô và vài người lính Giải phóng quân bị bắt.
Với sự giúp đỡ của Hồng, Lưu và những người khác đã cầm vũ khí chiến đấu ác liệt với các lính canh tù Việt Nam. Em trai Hồng bị trúng đạn chết. Trong lúc trốn chạy, tay của Lưu bị rắn độc cắn, buộc phải chặt bỏ một cánh tay. Một người lính Giải phóng quân bị bắt tự sát vì biết đã giẫm phải mìn. Những người còn sống sót cuối cùng trốn thoát đến Quảng Tây, Trung Quốc và hội quân với Quân Giải phóng Nhân dân. Khi đồng nghiệp và bạn gái đến đón Lưu về Hồng Kông, Nguyễn Hồng lại chọn một mình trở về Việt Nam. Hành động này khiến Kế Tổ, từ lâu đã đem lòng yêu cô, vô cùng đau khổ.

## Diễn viên
- Lưu Đức Hoa vai Lưu Kế Tổ
- Chung Sở Hồng vai Nguyễn Hồng
- Thành Khuê An vai Trung đội trưởng PLA
- Trần Thục Lan vai Luật sư Lan
- Hoàng Khải Cần vai Sam
- Lâm Vĩ vai Viên chức Việt Nam
- Vệ Cát Thuận vai Tổng biên tập Nhà xuất bản Hồng Kông
- Hoàng Diệc Phi
- Long Minh
- Ngụy Quý Thuận
- Lương Minh
- Lương Thế Nghĩa
- Mạc Phi Hồng
- Vương Chí Cường
- Lưu Tuấn Huy

## Sản xuất
Nhà sản xuất bộ phim là công ty Chun Sing Film, đặt trụ sở tại Hồng Kông. Hoàng Thái Lai đảm nhận vai trò đạo diễn. Lưu Đức Hoa, Chung Sở Hồng, Trần Thục Lan và Thành Khuê An được chọn làm các diễn viên chính trong dự án. Lưu Đức Hoa khi đó đang là một ngôi sao ăn khách trong các bộ phim truyền hình của đài TVB. Bối cảnh phim diễn ra tại cả hai địa điểm Hồng Kông và Việt Nam. Tại Việt Nam, đoàn phim đã cùng với Liên hiệp Xí nghiệp Điện ảnh Băng từ Thành phố Hồ Chí Minh (LHXNBTĐA) thực hiện các cảnh phim trong Thành phố Hồ Chí Minh (TPHCM) và một số vùng lân cận. Phim thực hiện quay chính tại Việt Nam từ 29 tháng 8 năm 1989 đến 12 tháng 10 năm 1989, trước khi đưa về Hồng Kông để làm nốt khâu hậu kỳ.
Nhạc phim gồm hai ca khúc chủ đề, lần lượt thể hiện bằng tiếng Quảng Đông và tiếng Quan thoại. Bài đầu tiên là "Tình thâm nghĩa càng thâm" (情深義更深), trình bày Viên Phụng Anh, nhạc La Đại Hữu, lời Phan Nguyên Lương, và biên khúc bởi Fabio Carli. Bài thứ hai là "Ngày mai không có em" (沒有你的明天), trình bày Dương Nhược, lời Đinh Hiểu Văn, nhạc Thái Tông Chính, và soạn nhạc bởi Nhập Giang Thuần.
Bộ phim ra đời trong bối cảnh Hồng Kông thuộc Anh sắp được trao trả về Cộng hòa Nhân dân Trung Hoa, sau Tuyên bố chung Trung-Anh năm 1984. Sự kiện Thiên An Môn năm 1989 đã gây ra nỗi sợ hãi cho nhiều người Hồng Kông về một viễn cảnh khi bị chính quyền Trung Quốc tiếp quản và đàn áp các quyền tự do dân chủ. Nhiều đạo diễn trong thời kỳ này, nổi bật có Hoàng Thái Lai, Từ Khắc, Hoàng Vũ Sâm, đã khắc họa hình ảnh tiêu cực về Việt Nam thống nhất dưới chế độ cộng sản để ám chỉ tương lai Hồng Kông thống nhất với Đại Lục sau 1997. Nổi bật, tác phẩm Thuyền nhân của đạo diễn Hứa An Hoa – nói về nạn Thuyền nhân Việt Nam sau 1975 – đã giành bốn giải cho Phim hay nhất, Đạo diễn xuất sắc nhất, Diễn viên mới xuất sắc nhất, và Kịch bản hay nhất tại Giải thưởng Điện ảnh Hồng Kông lần thứ 2 năm 1983.

## Phát hành và tiếp nhận
Ái nhân đồng chí đã phát hành tại Hồng Kông thuộc Anh vào ngày 21 tháng 12 năm 1989, tại Đài Loan vào ngày 23 tháng 12 và Hàn Quốc là ngày 23 tháng 3 năm 1991. Tại Hồng Kông, phim được phát hành trong dịp Giáng sinh cùng với hai tác phẩm khác mà Lưu Đức Hoa cũng đóng chính đó là Thần bài và Tình trang truy nữ tử phần 3. Chung cuộc, Ái nhân đồng chí thu về 13.098.194 đô la Hồng Kông (1.668.592 USD theo tỷ giá 2025), trở thành phim ăn khách thứ hai trong số ba bộ phim trên. Ở Đài Loan, phim đạt doanh thu 2.954.130 Tân Đài tệ (101.023 USD theo tỷ giá 2025). Tại Việt Nam, bộ phim đã được phát hành không chính thức dưới định dạng băng từ tại các cửa hàng phân phối ở TPHCM, trong giai đoạn từ tháng 1 đến tháng 4 năm 1991.
Bộ phim đã đem về cho nam diễn viên Thành Khuê An đề cử "Nam diễn viên phụ xuất sắc nhất" tại Giải thưởng điện ảnh Hồng Kông lần thứ 9 năm 1990.

## Bê bối
Từ tháng 5 năm 1989, một Việt kiều gốc Hoa tên Trương Yến Ngọc từ Hồng Kông về nước đã nhờ hướng dẫn viên du lịch của mình là Trần Minh Hán, sau này vừa hùn vốn sản xuất vừa làm phiên dịch cho đoàn phim, đến LHXNBTĐA để liên hệ với Chun Sing Film vào quay một số cảnh phim trên địa bàn Thành phố Hồ Chí Minh. Phạm Công Cảnh, tổng giám đốc Liên hiệp, đã tiếp và nhận lời. Sau khi có nội dung tóm tắt phim, từ ngày 21 đến 26 tháng 7 năm 1989, LHXNBTĐA đã thông qua Giám đốc Sở Văn hóa – Thông tin thành phố (VHTT) làm thủ tục nhận cung cấp dịch vụ.
Ngày 22 tháng 8 năm 1989, hợp đồng dịch vụ trị giá 80.700 USD giữa LHXNBTĐA và Chun Sing Film được ký kết. Bên A là Phạm Công Cảnh và Phạm Kim Thành, trưởng phòng hành chính, đại diện giám đốc làm việc với hãng phim. Bên B là Lau Chun Fai – chủ nhiệm kinh tế đoàn phim, đại diện Chun Sing Film. Hãng ban đầu nói tên phim là Tình yêu – thử thách, nhưng tới ngày 28 tháng 8 khi các diễn viên đáp xuống TPHCM, cho thấy họ mặc áo với tên phim là Yêu tiếng hát Việt Nam. Mặc dù có các hội đồng thẩm định từ cấp thành phố đến cấp bộ, song trên thực tế không cơ quan nào kiểm tra kịch bản phim. Theo phía Việt Nam, chỉ có một bản tóm tắt vỏn vẹn 17 dòng được phía hãng phim cung cấp, bị cho là mang "tính chất phản động lộ khá rõ, thế mà cũng chẳng bị ai phát hiện". Bản hợp đồng không có chữ ký của kế toán trưởng, chỉ gồm những điểm ghi chung chung không ràng buộc phía đoàn phim nhưng ngược lại ràng buộc rất chặt phía LHXNBTĐA về trách nhiệm kinh tế, công pháp nếu vi phạm hợp đồng.
Thời điểm phim kết thúc quay, Phạm Công Cảnh đã xác nhận với các cơ quan thành phố rằng phim có nội dung tốt, lành mạnh và được cấp giấy phép xuất phim bản âm từ Sở Văn hóa – Thông tin (VHTT) lẫn Phòng quản lý xuất nhập khẩu văn hóa phẩm TPHCM. Theo quy định ở Việt Nam, trước khi xuất phim phải có giấy phép của cơ quan an ninh có thẩm quyền theo Quyết định 41 của Bộ VHTT, nhưng bước này đã bị bỏ qua. Trước khi trở lại Hồng Kông, Chun Sing Film chỉ trả cho LHXNBTĐA 40.700 USD và không có bản thanh lý hợp đồng.
Trong công văn gửi Ủy ban nhân dân TPHCM, LHXNBTĐA xin phép quay 4 cảnh song thực tế đoàn phim đã quay tổng cộng 17 cảnh, trong đó có 10 cảnh quay ngoài kế hoạch. Cáo buộc từ chính quyền Việt Nam cho biết đoàn phim cố tình quay nhiều cảnh tra tấn, ăn xin, ăn cướp, giật đồ trên đường phố,... ngoài ra trong suốt 22 phút phim lấy cảnh ở Việt Nam, ê-kíp ở khâu hậu kỳ đã sử dụng kỹ xảo và cắt ghép để đảo lộn nhiều phân đoạn trái với dự định chung: như đổi tòa án chính quyền Việt Nam Cộng hòa thành tòa án Cộng hòa xã hội chủ nghĩa Việt Nam; cảnh áp giải trong trại tù của "Mỹ ngụy", với việc lính "ngụy" bắn xối xả vào đoàn tù nhân VC trốn trại biến thành cảnh lính bộ đội bên "ta" bắn vào tù nhân; cảnh người dân phất cờ Mặt trận Giải phóng với đoàn diễu binh, tăng thiết giáp đi qua biến thành cảnh dân chúng biểu tình hỗn loạn, diễn thuyết đòi tự do dân chủ; cảnh công an giữ trật tự người dân biến thành công an đánh đập người chống đối, v.v.. Kịch bản phân cảnh bằng tiếng Hoa, với những mô tả giống hệt trong phim, đã được tìm thấy tại nhà Huỳnh Xây, một nhân sự Việt Nam. Đoàn phim cũng bị cáo buộc đã lôi kéo người dân, chủ yếu là người Việt gốc Hoa, và cả cán bộ Hãng phim Giải Phóng vào quá trình sản xuất phim.
Sai phạm trong liên doanh làm phim chỉ bị phát hiện vào tháng 4 năm 1991, khi báo chí Việt Nam đồng loạt lên bài phê phán gay gắt bộ phim đã xuyên tạc bôi nhọ chế độ. Nhận thấy tính chất nghiêm trọng của vụ việc, Chính phủ Việt Nam lập tức giao cho chính quyền TPHCM vào cuộc điều tra. Đến ngày 22 tháng 4 cùng năm, Bộ Chỉ huy phản gián công an thành phố ra quyết định khởi tố vụ án "Tuyên truyền chống chế độ xã hội chủ nghĩa gây hậu quả nghiêm trọng". Ngày 27 tháng 4, Phòng An ninh điều tra công an TPHCM ra quyết định khởi tố, bắt tạm giam 5 đối tượng trong nước đã góp tay vào dự án, bao gồm: Trần Minh Hán, Phạm Công Cảnh, Huỳnh Xây, Phạm Kim Thành và Nguyễn Quốc Minh.
Trong hai ngày 24 và 25 tháng 5 năm 1992, Tòa án nhân dân TPHCM đã mở phiên tòa công khai xét xử Phạm Công Cảnh và những người tham gia làm phim. Phạm Công Cảnh bị cáo buộc chủ mưu và chịu án 3 năm tù giam; Phạm Kim Thành nhận án 3 năm tương tự; Nguyễn Quốc Minh, chủ nhiệm phim được thuê đi theo đoàn phim, 2 năm tù giam; và Huỳnh Xây là 16 tháng tù giam. Ngoài bản án được đưa ra, tòa cũng yêu cầu phải có hình thức kiểm điểm với những lãnh đạo Bộ và Sở VHTT vì tạo điều kiện cho Chun Sing Film thực hiện bộ phim "phản động" đó. LHXNBTĐA sau bê bối này đã bị cho giải thể. Vụ việc vẫn tiếp tục được báo chí Việt Nam đề cập đến khi các sự cố tương tự xảy ra trong những năm sau đó.
Vì tham gia đóng vai chính trong bộ phim này, Lưu Đức Hoa đã bị chính phủ Việt Nam cho vào danh sách đen. Năm 2000, ông bị cấm nhập cảnh vào Việt Nam để tham dự Liên hoan phim châu Á-Thái Bình Dương lần thứ 45, tổ chức ở Hà Nội.

## Giải thưởng và đề cử
| Năm  | Giải thưởng                              | Hạng mục                        | Đề cử         | Kết quả | Nguồn  |
| ---- | ---------------------------------------- | ------------------------------- | ------------- | ------- | ------ |
| 1990 | Giải thưởng điện ảnh Hồng Kông lần thứ 9 | Nam diễn viên phụ xuất sắc nhất | Thành Khuê An | Đề cử   | [ 11 ] |